# Тузов, Игнатий Лукьянович

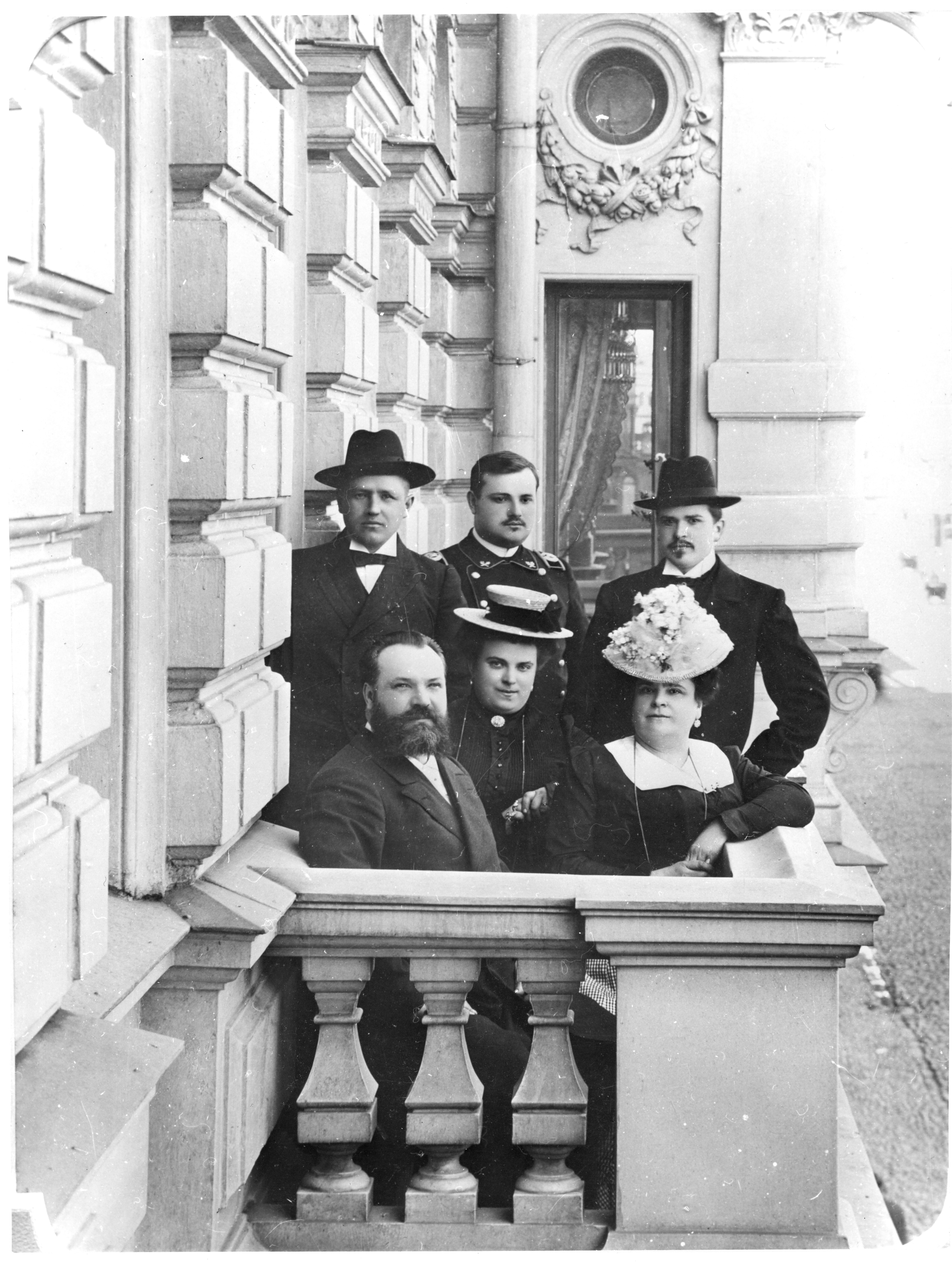
Игнатий Лукьянович Тузов с семьей на балконе собственного дома №17 по Николаевской улице. (нач. XX века)

Игнатий Лукьянович Тузов (1851, Калужская губерния — 20 июля 1916, Старая Русса) — русский книгоиздатель.

## Биография
Родился в крестьянской семье. Его отец, отставной солдат Лукьян Тузов месте с земляком Филиппом Дорофеевым, приехав в Санкт-Петербург, принялись за выгодный и тогда ещё дозволенный промысел — лотерею. Оба предпринимателя не достигли особых успехов, но их сыновья «выбились в люди»: сын Дорофеева стал купцом, имевшим конвертную фабрику и бумажные магазины; сын Тузова — известным издателем и книгопродавцем.
Игнатий Тузов получил начальное домашнее образование и «ещё мальчиком поступил на службу в одну из книжных фирм». Уже в 1873 году он получил купеческое свидетельство второй гильдии. В 1874 году он открыл первый свой магазин: на Большой Садовой улице, в доме Пажеского корпуса напротив Гостиного двора. В это же время он выпустил свою первую книгу. Не имея собственной типографии, он всегда договаривался на выгодных условиях
с другими печатными заведениями, например, сотрудничал с типографией М. М. Стасюлевича (2-я линия Васильевского острова, 7), с типографией Дома призрения бедных (Лиговский проспект, 16), с типографиями М. И. Акинфиева и И. В. Леонтьева (Бассейная улица, 14 и Басков переулок, 4).
Спустя пять лет он переехал в более просторное помещение, в дом № 16 на Большой Садовой. Этот крупный магазин ранее принадлежал известной фирме Кораблева и Сирякова, занимавшейся торговлей и изданием книг духовно-нравственного содержания. Н. П. Кораблев умер в 1877 году, а М. Н. Сиряков меньше чем через год после смерти товарища. Тузов не только снял их книжное помещение, но и стал преемником их дела «с преимущественной целью всесторонне развивать и довести до возможной безукоризненности торговлю духовными изданиями», как он сам писал в каталоге магазина. Огромный тираж книг этого направления был обусловлен их официальным допущением и распространением в церковно-приходских и других школах, а также в библиотеках, которые стали усиленно заводиться при городских и сельских церквах. В каталоге изданий фирмы Тузова за 1881 год насчитывалось 3500 названий книг, в 1897 году — около 11 000, в 1913 году — более 16 500.

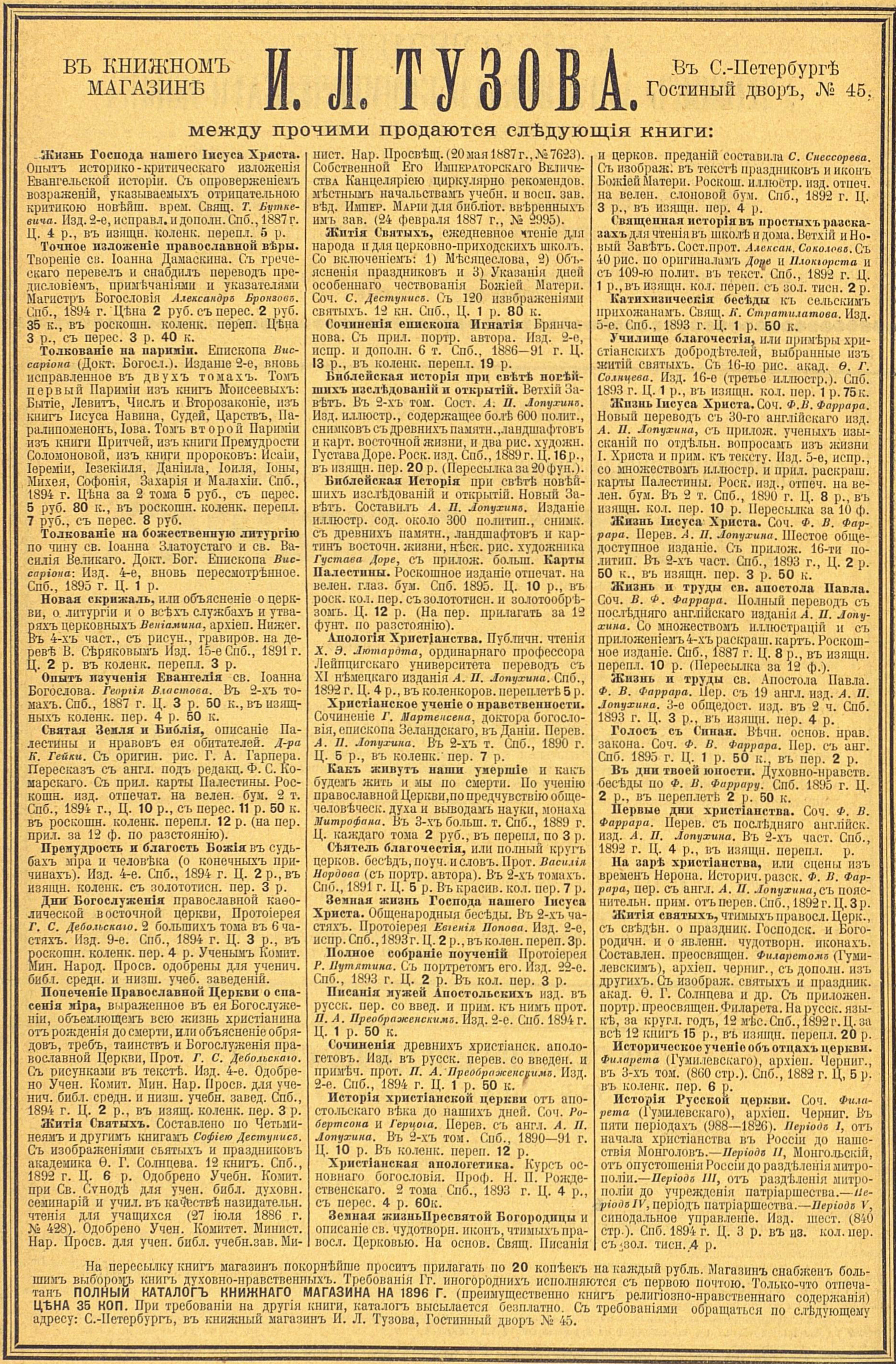
Реклама книжного магазина
И. Л. Тузова, 1896 год.

Когда помещение магазина на Садовой, 16 оказалось уже недостаточно, переехал через дорогу в Большой Гостиный двор на Садовую линию, где расположился на трёх этажах магазина № 45, существовавшего под вывеской Тузова до 1917 года.
Книги, которые издавал Тузов — это творения отцов Православной церкви и переводы иностранных изданий. Он приобретал разного рода рукописи и издавал их; так в 1880 году был напечатан труд Фомы Кемпийского «О подражании Христу» по вновь открытой подлинной рукописи, в переводе с латинского обер-прокурора Святейшего синода К. П. Победоносцева. Особый успех имели сочинения английского богослова Ф. В. Фаррара — «Жизнь Иисуса Христа», «Жизнь и труды Святого Апостола Павла» и «Первые дни христианства». Каждая книга вмещала около тысячи страниц со множеством иллюстраций и приложением раскрашенных карт Палестины и путешествий св. Апостола Павла. Издания вышли в роскошном коленкоровом переплете с золотым обрезом, на прекрасной бумаге. «Все это делает честь почтенному издателю, видимо, не жалевшему никаких трудов и издержек, чтобы в достойном виде представить русской публике наиболее выдающиеся произведения английской богословской литературы», — отмечал журнал «Русский паломник» (1888, № 21). Цена каждого такого тома доходила до восьми рублей. Но эту же книгу Тузов издавал и в более скромном переплете, цена такого общедоступного издания составляла 2 рубля 50 копеек. Современники отмечали, что «издавая солидные труды, г. Тузов не избегает небольших сочинений, которые у него льются, как из рога изобилия»; на одно-два роскошных изданий у него приходилась сотня дешёвых, — от двух до пяти копеек.
Императорская Публичная библиотека только за один 1897 год закупила у Тузова шестьсот единиц книг духовного содержания.
И. Л. Тузов общался с высшим духовенством и писателями: свои «Мелочи архиерейской жизни» и сборник «Русская рознь» отдавал ему издавать Н. С. Лесков, который отмечал: «он мой постоянный издатель и покупатель, достойный человек и аккуратный плательщик».
В 1886 году Тузову был пожалован орден Святой Анны третьей степени в благодарность за сооружение новой деревянной церкви в Тверской губернии. Став кавалером ордена, И. Л. Тузов получил право на потомственное почётное гражданство. В те же годы в часовню Свято-Троицкого храма на Николаевской улице (дом № 5) им был пожертвован новый иконостас. Тридцать три года Тузов отслужил на благотворительном поприще в «Доме призрения бедных в память Императора Александра II» в Ораниенбауме, обеспечивая детей необходимыми учебниками и книгами. В 1913 году за долгую службу, в соответствии с уставом Дома призрения, ему был присвоен чин надворного советника. В 1906 году И. Л. Тузов стал выборным от Санкт-Петербургского купеческого сословия сроком на три года.
Женат И. Л. Тузов был на Анне Гордеевне Ивановой, дочери бронзовых дел мастера. В семье было трое детей: дочь Евгения и сыновья Александр и Николай. Первоначально Тузовы снимали квартиру на Невском проспекте — дом № 64, в 1894 году архитектором А. В. Ивановым был выстроен для Тузова четырёхэтажный дом с двумя флигелями на Николаевской улице (№ 17). Поселившись в собственном доме, И. Л. Тузов постоянно сдавал до восьми квартир состоятельным жильцам: здесь жили князь Л. А. Шаховской, председатель товарищества «Кавказская ртуть»; снимал квартиру доверенный Санкт-Петербургского отделения Коммерческого банка в Варшаве М. С. Фляум; жил актёр Александринского театра В. Н. Давыдов.